# La vida empieza a medianoche
La vida empieza a medianoche es una película española de comedia estrenada en 1944, dirigida por Juan de Orduña y protagonizada en los papeles principales por Marta Santaolalla, Armando Calvo y Julia Lajos.
Está basada en la novela homónima de la escritora Luisa-María Linares.
La película supuso el debut cinematográfico de María Isbert.

## Sinopsis
Silvia llega a Madrid para trabajar como secretaria de una escritora; se hospeda en casa de una amiga y la compañera de esta, que es actriz. Mientras está sola en el piso llega el músico Ricardo Aliaga y su abuelo. Ricardo piensa que Silvia es la mencionada actriz y la convence para que se haga pasar por su esposa. Con un hijo "alquilado" intentarán ser la familia perfecta de un solitario anciano.

## Reparto
- Marta Santaolalla como	Silvia
- Armando Calvo como	Ricardo
- José Isbert como El abuelo
- Julia Lajos como María Linz
- Consuelo de Nieva como Marcela
- José Prada como Juan
- Manuel Soto como Director del hotel
- María Isbert como Clarita
- Xan das Bolas como	Regidor del teatro
- Manuel Requena como Gorito
- José María Seoane como	Álvaro